# Sulejman Pačariz
Sulejman Pačariz (ur. ?, zm. w 1945 r. w rejonie Kozaraca w Bośni) – duchowny islamski, jeden z dowódców muzułmańskiej milicji Sandżaku, a następnie zastępca dowódcy Policyjnego Pułku Selbschutzu SS "Sandżak" podczas II wojny światowej.

## Życiorys
W okresie międzywojennym był duchownym islamskim w Sandżaku. Pełnił rolę hafiza i hodży. Po zajęciu Jugosławii przez wojska niemieckie w kwietniu 1941 r., a następnie zaatakowaniu Sandżaku przez serbskich czetników jesienią tego roku, sformował w Prijepolju oddział muzułmańskiej milicji. Od 1942 r. toczył walki dodatkowo z NOVJ (partyzantami Josipa Broz Tity). Jego milicjanci brali udział w aresztowaniu i konwojowaniu Żydów do Kosovskiej Mitrovicy (skąd trafili oni ostatecznie do obozów koncentracyjnych). Po wyjściu z wojny Włoch na pocz. września 1943, oddział S. Pačariza przeszedł pod zwierzchność Niemców, którzy go dozbroili i doposażyli. Milicjanci rozpoczęli patrolowanie głównych linii komunikacyjnych w Sandżaku. W lipcu 1944 oddział Pačariza wszedł w skład nowo formowanego Policyjnego Pułku Selbschutzu SS "Sandżak". Sulejman Pačariz objął funkcję muzułmańskiego zastępcy dowódcy pułku SS-Sturmbannführera i majora żandarmerii Ernsta Arndta. Po rozbiciu jednostki przez partyzantów NOVJ w Sjenicy pod koniec października 1944, kilkuset ocalałych bojowników na czele z Pačarizem przedostało się w listopadzie do Sarajewa, znajdującego się w granicach Niezależnego Państwa Chorwackiego (NDH). Tam zostali włączeni w skład armii NDH, trafiając pod dowództwo gen. Vjekoslava Luburicia. Sulejman Pačariz został awansowany do stopnia pułkownika milicji ustaszy. Odtworzony pułk został rozwiązany w Grazu w maju 1945. Sulejman Pačariz przedostał się z powrotem do Bośni, gdzie zginął w walce z NOVJ w rejonie Kozaraca.